# Lamkuta Blang Mee
Lamkuta Blang Mee is een bestuurslaag in het regentschap Aceh Besar van de provincie Atjeh, Indonesië. Lamkuta Blang Mee telt 202 inwoners (volkstelling 2010).